# Betuws wijndomein
Het Betuws wijndomein is een wijngaard in Erichem. Met 21.500 stokken is het een van de grotere wijngaarden van Nederland. Sinds 2008 wordt de wijn duurzaam geproduceerd.

## Geschiedenis
De eigenaren hadden aanvankelijk een kleinschalig akkerbouwbedrijf  met graan en suikerbieten en zochten rendabeler alternatieven. In 2004 is de eerste hectare beplant met druivenstokken die geschikt zijn voor het Nederlandse klimaat en de Betuwse rivierklei. Zij zijn geselecteerd op meeldauwtolerantie en vroegrijpheid, om zo duurzaam mogelijk te kunnen werken. Sindsdien is de wijngaard gefaseerd uitgebreid; sinds 2018 beslaat hij zeven hectare met 21.500 stokken. Dit zijn 70% witte druivenrassen en 30% voor rosé en rode wijnen, onder andere Regent, Johanniter, Solaris, Cabernet Cortis, Muscat Bleu, Palatina, Pinotin en Souvignier Gris. Het streven is jaarlijks 25.000 flessen wijn te produceren.

## Onderscheidingen
Sinds de invoering van het kwaliteitskeurmerk Rivierenland (BOB) in 2022 mag het Betuws Wijndomein dit gebruiken.
Het wijndomein behaalde medailles en keurzegels op diverse concoursen, waaronder twee gouden medailles op PIWI International 2016 en een gouden medaille op de Berliner Wine Trophy 2016. Eigenaar Diederik Beker werd in 2017 tijdens de Wijnkeuring van de Lage Landen uitgeroepen tot Wijnmaker van het jaar. Ook kreeg hij de titel ‘Beste wijngaardenier van de keuring 2019, 2020, 2021 en 2022'.
Tijdens de Wijnkeuring van de Lage Landen van 2018 werd het wijndomein uit 67 deelnemende wijngaarden gekozen tot een van de twee beste wijngaarden. In 2021 behaalde het bij de Wijnkeuring van de Lage Landen de enige gouden medaille voor rode wijn, vijftien zilveren en drie bronzen medailles en twee ereprijzen voor ‘Beste rode wijnen van de keuring’. In 2022 behaalde het de meeste gouden en zilveren medailles: zes gouden, acht zilveren en een bronzen medaille, en maakte het de beste parelrosé van Nederland en België. In 2024 werd het gekozen tot een van de vier beste wijngaarden, gebaseerd op het resultaat van de afgelopen drie jaar.

## Andere producten
Behalve wijn maakt het wijndomein onder de naam Firma Bruis jaarlijks 11.000 liter cider van appels en peren en mousserend sap. Ook wordt gebruik gemaakt van bloemen en kruiden. De alcoholvrije mousserende thee-cuvée HopHout won in 2024 een gouden medaille en de trofee Best Original Drink op de grootste wereldwijde keuring voor alcoholvrije producten, de World Alcohol-Free Awards in Londen.

## Wijncursus
Het wijndomein biedt ook een basis-wijncursus, met een landelijk erkend SDEN 2 examen.

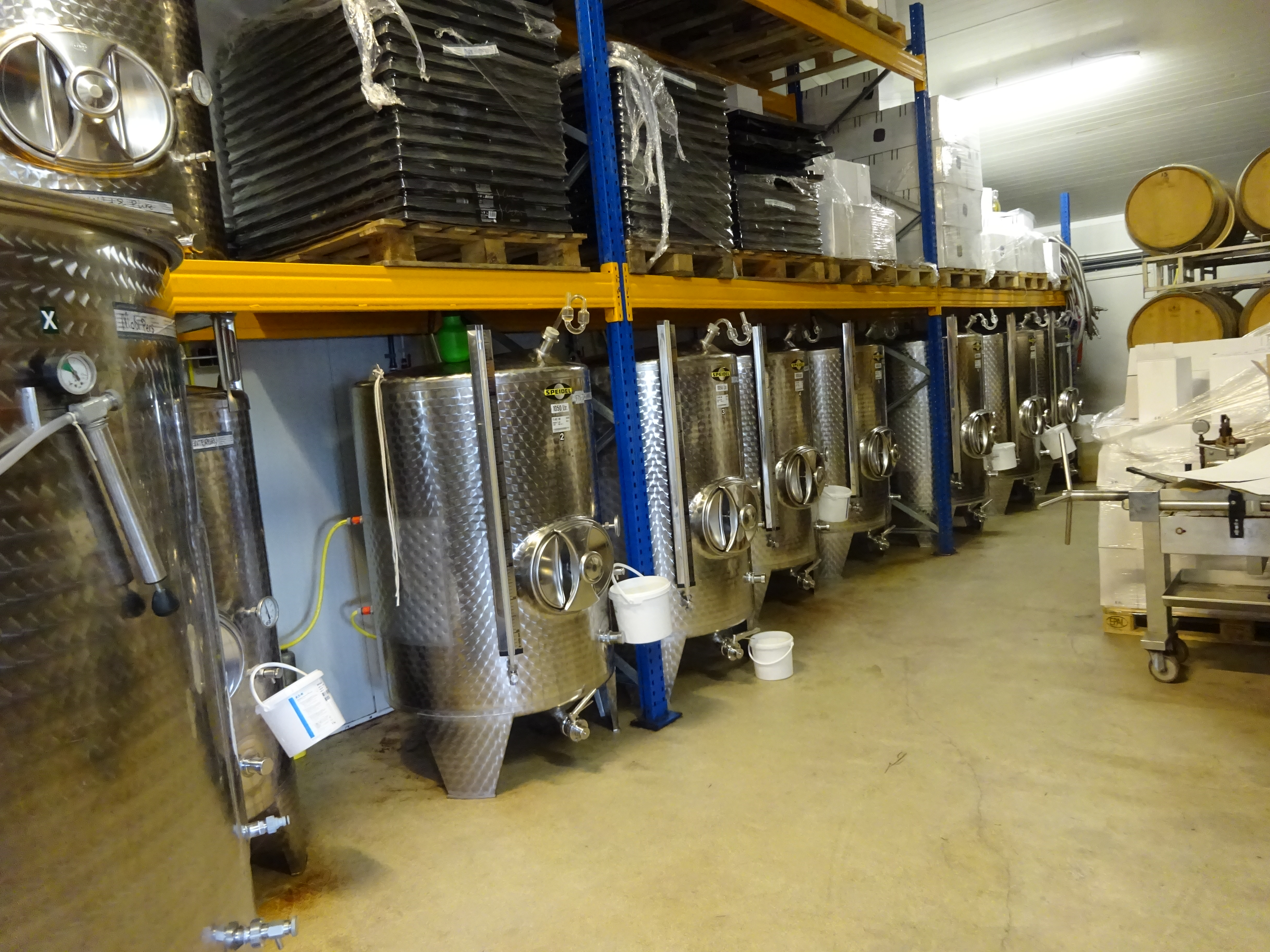
De kelder
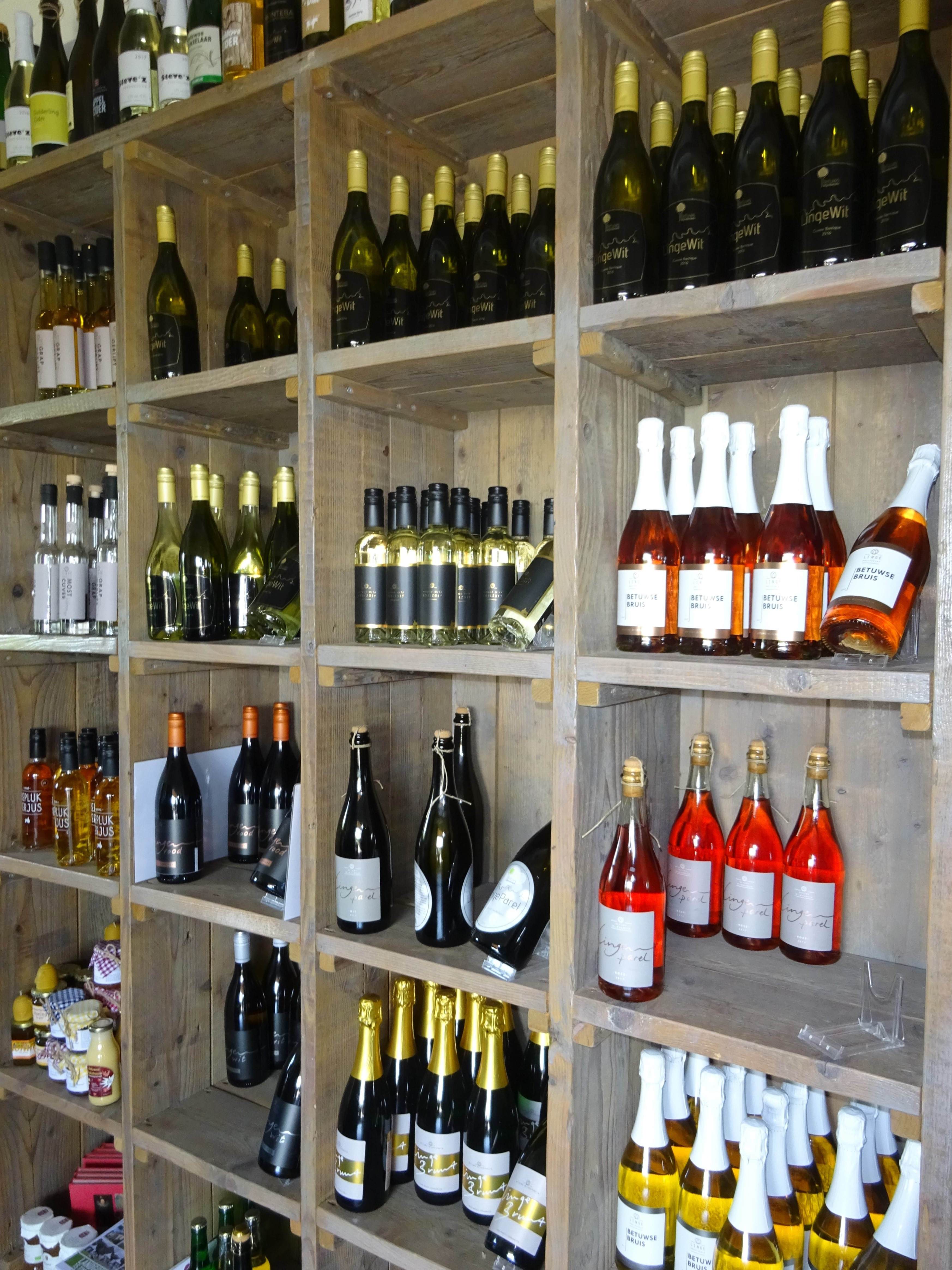
Een selectie van de wijnen